# 16e régiment d'infanterie légère
Le 16e régiment d'infanterie légère (16e léger) est un régiment d'infanterie légère de l'armée française créé sous la Révolution sous le nom de 16e bataillon de chasseurs.

En 1854, il est transformé et prend le nom de 91e régiment d'infanterie.

## Création et différentes dénominations
- avril 1793  : Formation du 16e bataillon de chasseurs
- 20 février 1796 : devient la 16e demi-brigade légère de première formation
- 1803 : renommée 16e régiment d'infanterie légère.
- 16 juillet 1815 : comme l'ensemble de l'armée napoléonienne, il est licencié à la Seconde Restauration
- 11 août 1815 : création de la légion de la Haute-Saône.
- 10 février 1821 : renommée 16e régiment d'infanterie légère.
- En 1854, l'infanterie légère est transformée, et ses régiments sont convertis en unités d'infanterie de ligne, prenant les numéros de 76 à 100. Le 16e régiment d'infanterie légère prend le nom de 91e régiment d'infanterie de ligne.

## Colonels / Chef de brigade
- 1815 - 1830 : colonel marquis de Goulet
- 1830 - 1838 : colonel Devaux
- 1838 - 1843 : colonel Guinguéné
- 1844 - 1854 : colonel Louis Joseph Vincent Georges Marchesan (16e léger) (° 1795-† 1881)

## Historique du16eléger
La 16e demi-brigade légère de deuxième formation se distingue en 1796 au pont de Lodi, à l'affaire de Rivoli et au siège de Vérone.
Le 16e Léger s'est distingué sous le Premier Empire à Iéna (14 octobre 1806), à Eylau (8 février 1807), Talavera de la Reina (27 juillet 1809).
- Sénégal en 1825
- Ile Bourbon (Réunion)
- Madagascar 1824-1832.

- Rome 1849
- Maghreb 1850- 1855

- En 1855, l'infanterie légère est transformée, et ses régiments sont convertis en unités d'infanterie de ligne, prenant les numéros de 76 à 100. Le 16e prend le nom de 91e régiment d’infanterie de ligne.

## Personnalités du16eléger
- Jean Gheneser (1766-1851) alors lieutenant
- Pierre-Francois Mont-Serraz (1758-1820),

## Sources et bibliographie
- Histoire de l'armée et de tous les régiments volume 4 par Adrien Pascal
- Nos 144 Régiments de Ligne par  Émile Ferdinand Mugnot de Lyden
- Les liens externes cités ci-dessous